# Athetis maculatra
Athetis maculatra är en fjärilsart som beskrevs av Oswald Beltram Lower 1902. Athetis maculatra ingår i släktet Athetis och familjen nattflyn. Inga underarter finns listade i Catalogue of Life.

## Bildgalleri

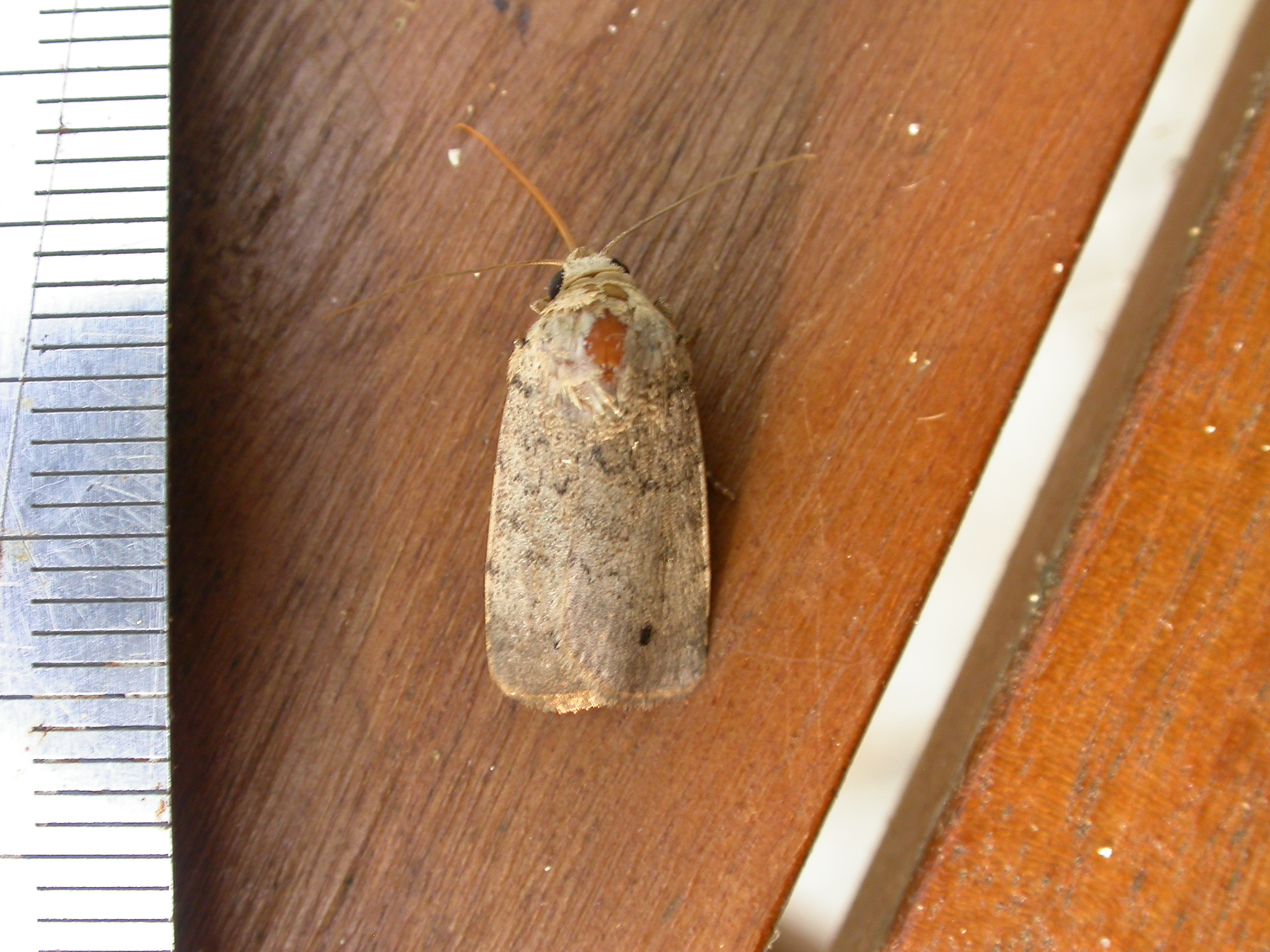